# Lommeur
Et lommeur er et ur til personligt brug, der er beregnet til at blive opbevaret i en lomme. Det er som regel forsynet med en kæde med en klips for enden, som benyttes til at fastgøre uret til ens tøj, og dermed forhindrer, at man taber det.
Det første lommeur så dagens lys i 1510, de såkaldte nürnbergæg, og de var særligt populære i 1800-tallet. I 1900-tallet blev de i stigende grad erstattet af armbåndsure.
I dag bliver lommeure meget sjældent brugt. Når de benyttes er det oftest som en pyntegenstand på linje med kvinders smykker, idet de ofte er fremstillet af sølv eller guld. Det er urkæden også gerne, selv om forgyldte kæder også kan fås. Mænd benytter sig ikke særligt ofte af smykker, mest af alt er det: manchetknapper, slipsenåle og ringe. Derfor kan et dyrt lommeur benyttes som et statussymbol.
Et lommeur bæres korrekt sammen med et jakkesæt – helst et tredels bestående af jakke, vest og bukser. Traditionelt set bæres lommeuret i en af lommerne foran på vesten, og kædeklipsen fæstnes i et af vestens knaphuller. Lommeuret bæres altid i inderlommen på jakken eller forlommerne på vesten, ikke i skjorte eller bukser.
| Artikelstump | Spire Denne artikel om måleinstrumenter er en spire som bør udbygges. Du er velkommen til at hjælpe Wikipedia ved at udvide den. |